# Università degli Studi "Mediterranea" di Reggio Calabria
L'Università degli Studi di Reggio Calabria "Mediterranea" - anche detta più semplicemente Università di Reggio Calabria (UNIRC) - è un'università statale italiana fondata nel 1968, come prima università calabrese.

## Storia

### La creazione dello IUSA
Il 6 dicembre del 1967, con la richiesta del Commissario del prefetto del Consorzio per l'Istituto di Architettura di Reggio Calabria, nasce il nucleo fondante dell'Università di Reggio Calabria. Il riconoscimento giuridico viene fornito con il decreto presidenziale (n. 1543), del 17 giugno 1968 che segna la nascita del Libero Istituto Universitario di Architettura. Salvatore Boscarino, professore presso l'Università di Catania, tiene la prima lezione, il 18 dicembre del 1967, su "Elementi di architettura e rilievo dei monumenti". Nel primo anno accademico, 81 studenti sono registrati. Le lezioni inaugurali si svolgono in seno al Consiglio della Provincia di Reggio Calabria. Dopo, l'Istituto si trova a spese della città, nella sede provvisoria di Palazzo Delfino, poi nella Biblioteca Comunale, e infine, nell'ottobre del 1969, nei locali del Palazzo Arcivescovile.
Con decreto del Presidente della Repubblica del 14 febbraio 1970 (n. 750), il Libero Istituto Universitario di Architettura, è diventato Istituto Universitario Statale di Architettura (IUSA). In attesa della costituzione del Senato Accademico, l'amministrazione è temporaneamente assegnata ad un commissario, Franco Pontorieri, mentre i poteri del Consiglio di Facoltà sono esercitate da un comitato composto da tre professori nominati dal Ministero della pubblica istruzione: Ludovico Quaroni, docente l'Università di Roma, Ugo Fuxa, professore presso l'Università di Palermo, Gianvito Resta, professore presso l'Università di Messina.
Nel 1972 è stato scelto lo stemma, ispirato al Rhegion - realizzato dal 488 a.C. circa, fino alla conquista della città da Dionisio I di Siracusa, nel 386 a.C. - il più bell'esemplare, per l'esecuzione e per stato di conservazione, è conservato presso il Museo Nazionale della Magna Grecia di Reggio. L'emblema dell'università, è una testa di leone (il leone di Nemea), il simbolo fiorente delle arti e delle scienze, presso la Scuola Pitagorica di Reggio, istituita intorno all'anno 400 a.C. Nel 1976, con la nomina di cinque professori, si conclude il commissariato, ed è stato eletto amministratore delegato di IUSA, Antonio Quistelli, docente di Disegno Industriale.

### Dallo IUSA, nasce l'Università di Reggio Calabria
Con la legge del 14 agosto 1982 (n. 590), è stata istituita l'Università di Reggio Calabria, al fine di "Promuovere lo sviluppo e il progresso della cultura e delle scienze attraverso la ricerca e l'insegnamento e per contribuire allo sviluppo civile, culturale, sociale ed economico della Calabria e del Paese". La legge, è realizzata, per due motivi: in primo luogo, rafforza la struttura di Reggio Calabria, che istituisce la Facoltà di Ingegneria e la Facoltà di Agraria, l'altro risponde alle esigenze di Catanzaro, dove dal 1979 si era costituito un consorzio per la promozione della cultura e di un istituto universitario. In quella città sono così costituite due facoltà, Medicina e Legge, come sedi dell'Università degli Studi di Reggio Calabria, ma con un impegno formale da parte del governo nazionale per stabilire l'insegnamento a medio termine e l'autonomia amministrativa della scuola di Catanzaro.
La nuova struttura dell'Università degli Studi di Reggio Calabria diventa il seguente: "Facoltà di Architettura, Ingegneria e Agricoltura", con sede a Reggio Calabria ", Facoltà di Giurisprudenza, Medicina e Chirurgia", che si trova a Catanzaro, a cui si aggiunse, nel 1992, "Facoltà di Farmacia", con sede anche a Catanzaro. Il primo rettore dell'università fu Antonio Quistelli, ex direttore del IUSA, resterà in carica fino al 1989. Dal 1º gennaio 1998 è istituita l'autonoma Università di Catanzaro. Le facoltà di Reggio Calabria poi diventano tre: Agraria, Architettura e Ingegneria, e di un polo di Legge, l'insegnamento che, nel 2001, è separata da Catanzaro, e diventa la quarta facoltà.

### L'Università diventa "Mediterranea"
Negli anni novanta, inizia la costruzione dei grandi e moderni edifici del nuovo campus situato a Feo di Vito. Nel 2001 il rettore Alessandro Bianchi, già docente di Urbanistica e che mantiene l'incarico fino al maggio 2006 (data della nomina a Ministro dei trasporti del governo Prodi), cambia il nome dell'istituzione. L'università diventa, quindi, Università degli Studi "Mediterranea", con l'ambizione di diventare un punto di riferimento culturale e scientifico nel bacino del Mediterraneo.

## Facoltà e sedi

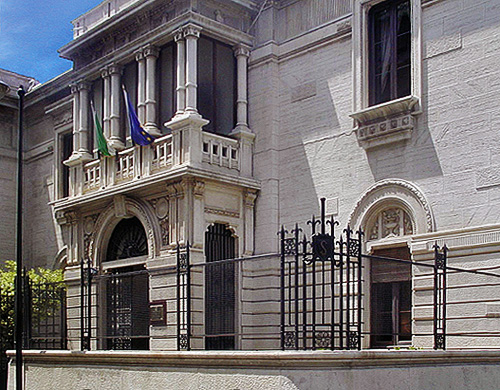
Palazzo Spinelli già sede del rettorato dell'Università Mediterranea

L'università è divisa oggi in sei dipartimenti:
1. Dipartimento di Agraria
2. dArTe - Dipartimento Architettura e Territorio
3. PAU - Dipartimento Patrimonio, Architettura, Urbanistica
4. DiGiEs - Dipartimento di Giurisprudenza, Economia e Scienze Umane
5. DICEAM - Dipartimento Ingegneria Civile, dell'Energia, dell'Ambiente e dei Materiali
6. DIIES - Dipartimento Ingegneria dell'Informazione, delle Infrastrutture e dell'Energia Sostenibile

La sede del rettorato era Palazzo Spinelli, un edificio in stile liberty che sorge sul Lungomare di Reggio Calabria.
Tre facoltà (Architettura, Ingegneria, Scienze Agrarie), sono dedicate al territorio, con la creazione di un "Politecnico Ambientale" con un forte interesse ai temi dell'architettura, del paesaggio, dell'urbanistica e delle infrastrutture connesse all'economia verde.

### Dipartimento di Agraria

#### Storia
La Facoltà di agraria dell'Università degli Studi di Reggio Calabria (ora Dipartimento di agraria) è stata istituita nell'anno 1983, con l'attivazione dei corsi di laurea in "Scienze Agrarie" e in "Scienze Forestali". Il primo diploma di laurea, in scienze forestali, è stato conferito dalla facoltà nella seduta del 10 novembre 1987.
Negli anni novanta, con la costruzione del nuovo polo universitario dell'Ateneo reggino, i servizi generali della facoltà (presidenza, corsi di laurea, biblioteca, segreteria studenti, locali di supporto) e la didattica (aule, laboratori didattici, laboratorio linguistico e informatico) sono stati trasferiti dalla sede storica di Gallina alla nuova sede di Feo di Vito dall'anno accademico 2000-2001.

#### Accordo di collaborazione con la SSEA
Nel luglio 2013 è stato firmato un accordo di collaborazione tra l'Università e l'azienda speciale della Camera di commercio di Reggio Calabria Stazione sperimentale per le industrie delle essenze e dei derivati dagli agrumi (SSEA). L'accordo prevede un investimento di 5 milioni di euro in attrezzature, e la riqualificazione del campo sperimentale della SSEA come campo catalogo.

#### Organizzazione
La tutela dell'ambiente, la produzione primaria e le nuove frontiere delle biotecnologie sono al centro dell'offerta formativa di questa facoltà, che si distingue per la sua attenzione ai processi di globalizzazione che hanno cambiato la vecchia concezione di agricoltura. Forte la collaborazione con il Parco nazionale dell'Aspromonte, un laboratorio naturale straordinario che si aggiunge ai molti presenti nella sede di Vito.

### Dipartimenti di Architettura

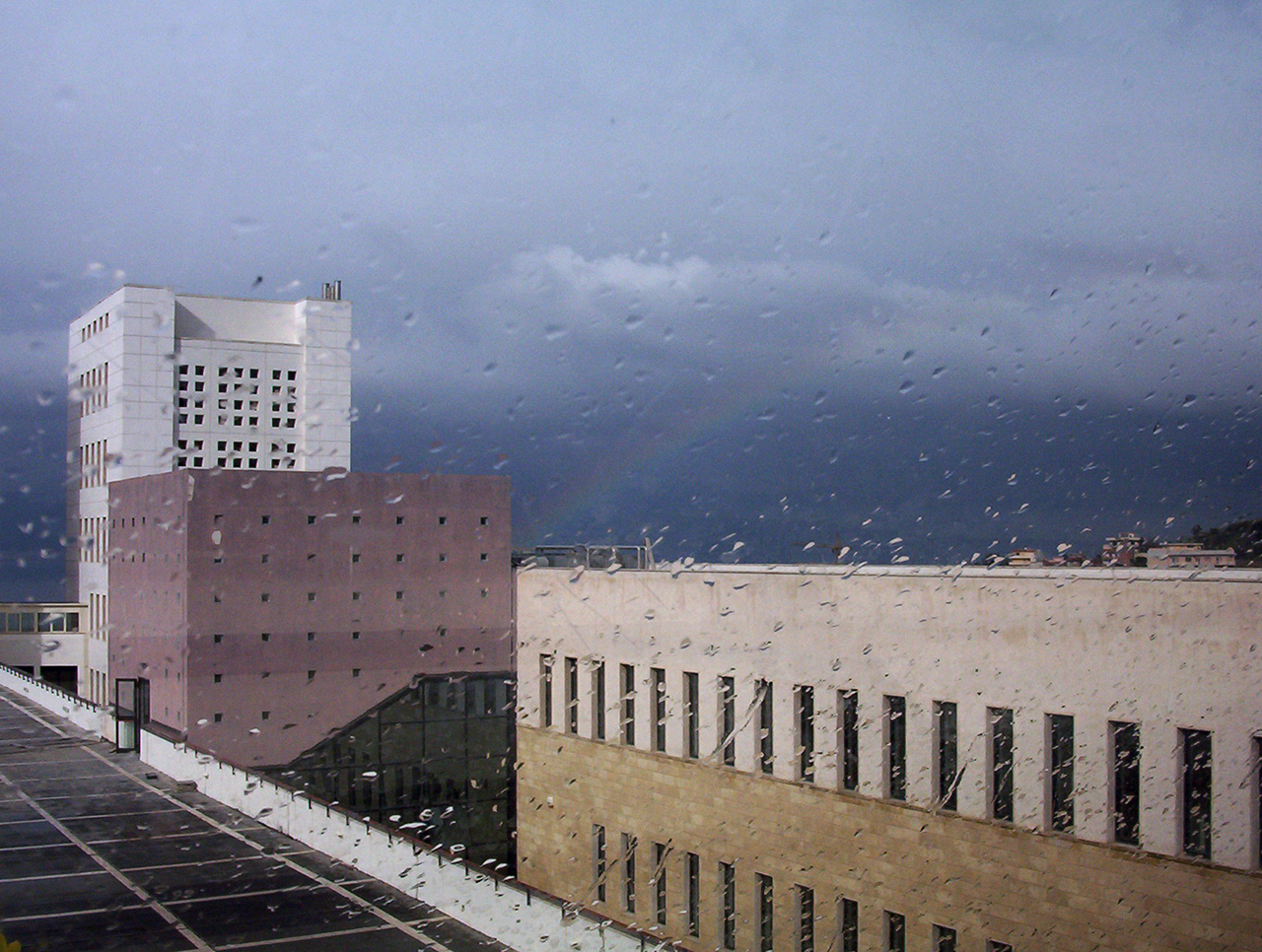
Foto che dall'interno guarda verso le torri.

#### Storia
La Facoltà d'Architettura dell'Università degli Studi di Reggio Calabria (di cui ora si distinguono il Dipartimento dArTe di Architettura e Territorio ed il Dipartimento PAU Patrimonio, Architettura, Urbanistica), fu istituita con legge il 14 agosto 1982 al fine di promuovere lo sviluppo e il progresso della cultura e delle scienze attraverso la ricerca e l'insegnamento e per contribuire allo sviluppo civile, culturale, sociale ed economico della Calabria e del Paese.
Fondata nel 1969 per iniziativa, tra gli altri, di Luigi Vagnetti e Ludovico Quaroni è la più antica istituzione universitaria dell'Ateneo.

#### Organizzazione

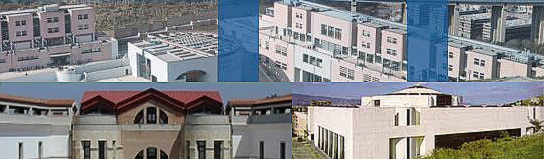

Facoltà storica dell'ateneo, ha una spiccata specializzazione all'urbanistica le cui attività spaziano dagli studi sulle realtà locali e calabresi ai vasti orizzonti dei paesi del Mediterraneo come:
- lo studio e recupero degli antichi borghi
- la preservazione di alcune oasi e centri storici

Intensa è la vita di facoltà e notevole la produzione editoriale, animata da un corpo docente qualificato. Lo studio delle fasi progettuali del costruire, spaziano dal corso di laurea in tecniche dell'architettura e dell'urbanistica al master di 2º livello in Architettura e archeologia della città classica. La moderna sede della facoltà ospita i laboratori multimediali e linguistico insieme ai numerosi laboratori tematici.

### Dipartimento di Giurisprudenza ed Economia

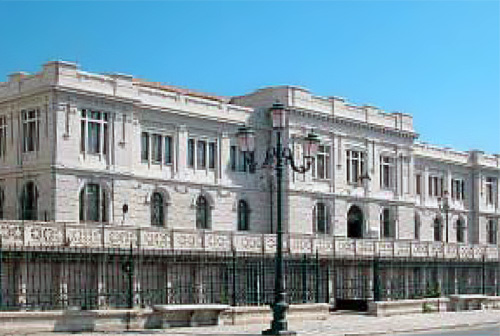
Palazzo Zani, oggi sede della facoltà di Giurisprudenza

#### Storia
La nuova Facoltà di giurisprudenza dell'Università degli Studi di Reggio Calabria (ora Dipartimento DiGiEc Giurisprudenza e Economia), viene ri-istituita formalmente nel 2001, in un contesto socioeconomico che manifestava la forte domanda di un polo scientifico in materie giuridiche.
L'originaria facoltà di giurisprudenza dell'università di Reggio, istituita nel 1982 come sede distaccata a Catanzaro, era stata inglobata nella nuova università di Catanzaro (ateneo istituito nel 1998), così la richiesta posta dalle associazioni di categoria e dagli organismi professionali verso gli enti locali (Comune di Reggio e Provincia di Reggio) e gli esponenti della comunità scientifica reggina vedeva l'istituzione della nuova facoltà a partire dall'anno accademico 1997–1998, dall'esperienza di un polo didattico decentrato, attivato nella città di Reggio Calabria dalla Facoltà di Giurisprudenza dell'Università degli Studi di Catanzaro.
Il notevole numero di iscritti al polo didattico reggino ha costituito poi la premessa per la naturale evoluzione in direzione della istituzione di una nuova facoltà autonoma.

#### Organizzazione
Oltre al corso di laurea in scienze giuridiche, gli studenti hanno la possibilità di ultimare il loro percorso formativo grazie alla scuola di specializzazione per le professioni legali, una biblioteca e un sito internet con vari servizi, come la prenotazione degli esami on-line e la consultazione dei calendari didattici.
La facoltà di Giurisprudenza ha sede presso la Cittadella universitaria di Feo di Vito, conservando alcuni uffici presso Palazzo Zani, sul Lungomare

### Dipartimenti di Ingegneria

#### Organizzazione
La facoltà di ingegneria (costituita dal Dipartimento DICEAM ingegneria civile, dell'energia, dell'ambiente e dei materiali e dal Dipartimento DIIES ingegneria dell'informazione, delle infrastrutture e dell'energia sostenibile) ha attivato i master di secondo livello in ingegneria biomedica (in collaborazione con l'Azienda Ospedaliera Bianchi-Melacrino-Morelli di Reggio Calabria), ingegneria ambientale e un laboratorio marittimo per lo studio dei moti ondosi con il supporto tecnico dei laboratori dell'università. Oltre alla formazione tradizionale sui fabbricati e le infrastrutture, propone corsi dedicati alle reti di telecomunicazioni e al commercio elettronico in collaborazione con enti di ricerca e grandi realtà come Enel e Telecom.

### Dipartimenti di ricerca
- Dipartimento di architettura ed analisi della Città Mediterranea — DAACM (Area Architettura)
- Dipartimento di arte, scienza e tecnica del costruire — DASTEC (Area Architettura)
- Dipartimento di biotecnologie per il monitoraggio agro-alimentare ed ambientale — BIOMAA (Area Agraria)
- Dipartimento di Informatica, Matematica, Elettronica e Trasporti — DIMET (Area Ingegneria)
- Dipartimento di Meccanica e Materiali — MecMat (Area Ingegneria)
- Dipartimento di Progettazione per la città, il paesaggio ed il territorio — OASI (Area Architettura)
- Dipartimento di Scienze Ambientali e Territoriali — DSAT (Area Architettura)
- Dipartimento di Scienze e Tecnologie Agro-Forestali ed Ambientali — DiSTAfA (Area Agraria)
- Dipartimento di Scienze Storiche, Giuridiche, Economiche e Sociali — SSGeS (Area Giurisprudenza)
- Dipartimento Gestione dei Sistemi Agrari e Forestali — GESAF (Area Agraria)
- Dipartimento Patrimonio Architettonico ed Urbanistico — PAU (Area Architettura)

## Erasmus e Corsi all'estero
L'Università Mediterranea, ogni anno, distribuisce circa un centinaio di borse di studio per il programma Erasmus, in posizioni diverse: Aquisgrana, Aalborg, Atene, Barcellona, Budapest, Cadice, Dąbrowa Górnicza, Gran Canaria, Granada, Grenoble, La Coruna, Lovanio, Lisbona, Lublino, Madrid, Malaga, Marsiglia, Montpellier, Murcia, Newcastle, Oldenburg, Parigi, Il Pireo, Tampere, San Sebastián, Santiago di Compostela, Siviglia, Valladolid, Viana do Castelo, Vienna e Volos.
Dal 2005, ogni anno, viene organizzata durante i mesi estivi, un corso avanzato di lingua inglese, in collaborazione con l'Università di St. Andrews in Scozia. La vacanza-studio si sviluppa nelle città di Edimburgo, Glasgow e Dundee, così come nei laghi delle Highlands.

## Rettori
- 1982-1989: Antonio Quistelli
- 1989-1999: Rosario Pietropaolo
- 1999-2006: Alessandro Bianchi
- 2006-2012: Massimo Giovannini
- 2012-2018: Pasquale Catanoso
- 2018-2022: Santo Marcello Zimbone
- 2022: Feliciantonio Costabile (Rettore rei gerendae causa)
- 2022-oggi: Giuseppe Zimbalatti

## Curiosità
- Il dal 18 maggio 2006 il rettore Alessandro Bianchi è stato nominato Ministro dei trasporti nel secondo Governo Prodi, rimanendo in carica fino al 7 maggio 2008.